# Прісціан
Прісціан (? — 530) — один з найвизначніших давньоримських граматиків та коментаторів часів занепаду Римської імперії.

## Життєпис
Народився у провінції Мавретанія у місті Цезарея (сучасний Шаршал, Алжир). Невідомо, ким він був за походженням. За одними відомостями грек, а за іншими пунієць. Ймовірно, згодом перебрався до Константинополя з огляду загрозу вторгнення вандалів та аланів до Африки. У Константинополі Прісціан був вчителем, викладав латину, яка на той час була державною мовою у Східній Римській імперії.

## Творчість

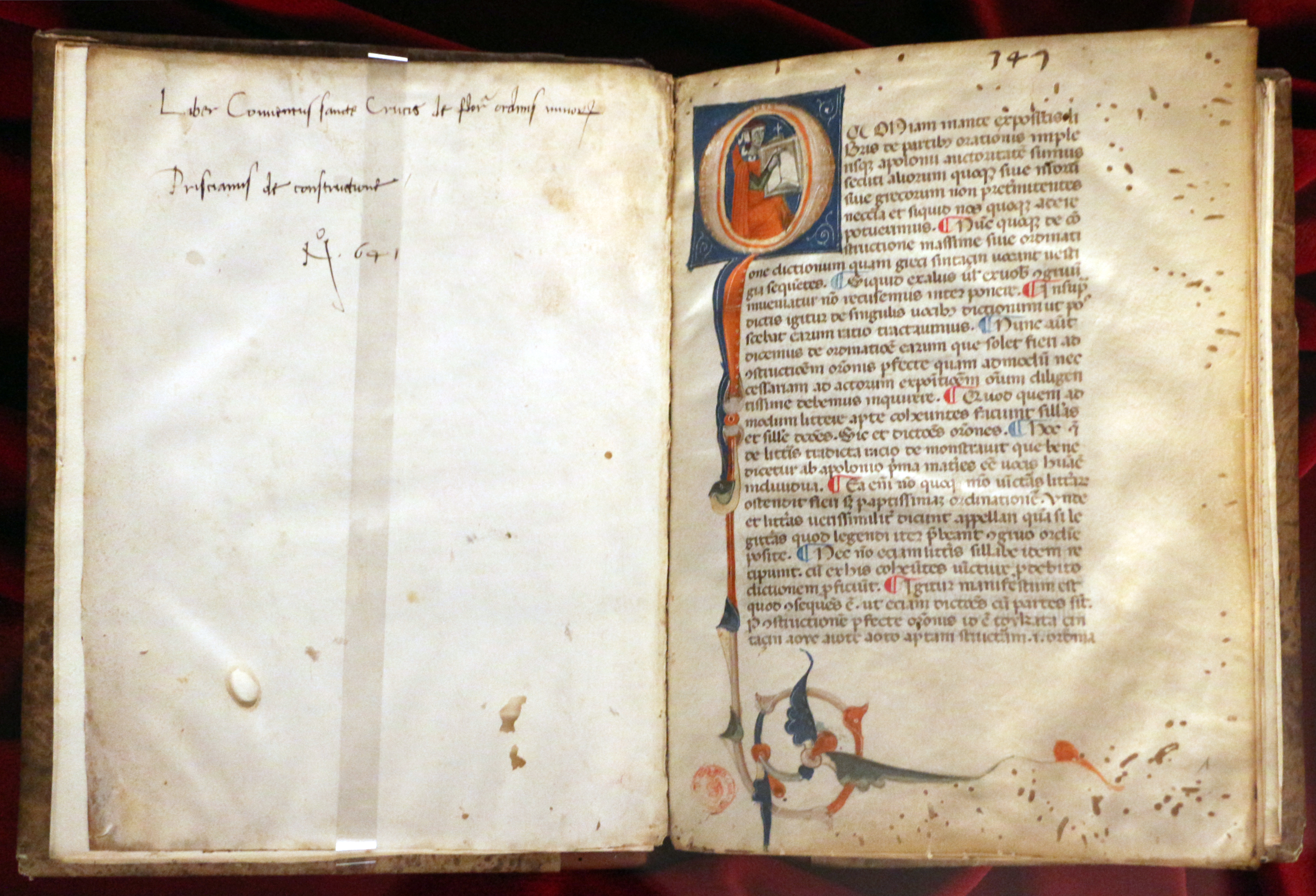
Institutiones Grammaticae, 1290 circa, Biblioteca Medicea Laurenziana, Florence

Основним напрямком творчості Прісціана була латинська граматика. Вона була заснована на працях попередників — Елія Геродіана та Аполлонія Діскола. Це була найповніша на той час граматика. До того містила у себе багато прикладів, цитат відомих давньоримських авторів, зокрема Квінта Еннія, Марка Пакувія, Луція Акція, Гая Луцилія, Публія Валерія Катона, Варрона Атацинського, Вергілія, Теренція, Цицерона, Тіта Макція Плавта, Лукана, Горація, Ювенала, Саллюстія, Публія Папінія Стація, Овідія, Тіта Лівія й Персія. Ця граматика стала основою для вивчення латини у Середні віки.

## Твори
- Трактат про міри та ваги. Присвячений Квінту Аврелію Сіммаху
- Трактат про метр Теренція. Присвячений Квінту Аврелію Сіммаху
- Переклад латиною праць Гермогена Тарсійського. Присвячений Квінту Аврелію Сіммаху
- Про іменник, займенник й дієслово.
- Аналіз перших 12 рядків «Енеїди» Вергілія.
- Панегірик імператору Анастасію I. являє собою віршований твір, що складається з 312 гекзаметрів.
- Віршована обрабка географічного твору Діонісія Періергета.